# Eutypella juglandina
Eutypella juglandina är en svampart som först beskrevs av Cooke & Ellis, och fick sitt nu gällande namn av Pier Andrea Saccardo 1882. Eutypella juglandina ingår i släktet Eutypella och familjen Diatrypaceae.   Inga underarter finns listade i Catalogue of Life.